# Estela Sezefreda
Estela Sezefreda dos Santos (Rio Grande do Sul, 14 de janeiro de 1810 — Niterói, 13 de março de 1874) foi uma atriz e bailarina brasileira. Com João Caetano, foi uma das pioneiras do teatro profissional do país.

## Vida e carreira
Estela Sezefreda nasceu em 1810 na então província do Rio Grande do Sul. Em 1822 mudou-se ao Rio de Janeiro e entrou para o corpo de baile do Teatro São Pedro de Alcântara, deixando-o em 1831. 
Em 1825 foi detida por 24 horas por ter atirado um limão-de-cheiro na comitiva do imperador D.Pedro I numa celebração do entrudo, durante o Carnaval. Em 1832 conheceu João Caetano, que viu nela talento para atuação e chamou-a para integrar sua companhia. Estela e João Caetano viriam a se casar.
A primeira atuação de Estela deu-se em 1833 no teatro do Valongo, com a peça Camilla, ou o subterrâneo. Mais tarde, a companhia mudou-se para Niterói. Estela também desempenhou outros papéis notáveis, como o de Catarina Howard, Desdêmona, em Otelo, e Mariana em Antonio José, ou O Poeta e a Inquisição.
A época de Estela e João Caetano marcou a transição de um teatro de declamações monótonas  para uma interpretação mais expressiva, ao estilo europeu. Diz-se que a atriz auxiliava João Caetano no ensaio de peças, indicando-lhe como extrair maior potencial dramático de cada papel.
Um de seus últimos papéis notáveis foi o da velha idiota em Mistérios de Paris, pelo qual foi aclamada por Joaquim Manuel de Macedo.
Em 1863, ano em que João Caetano morreu, Estela deixou os palcos. A atriz morreu onze anos depois, em 13 de março de 1874.